# Чагарники та луки Тристан-да-Куньї та острова Гоф
Чагарники та луки Тристан-да-Куньї та острова Гоф (ідентифікатор WWF: AT0803) — афротропічний екорегіон помірних луків, саван і чагарників, розташований на островах архіпелагу Тристан-да-Кунья та на острові Гоф в Атлантичному океані, які є частиною заморської території Великої Британії Острови Святої Єлени, Вознесіння і Тристан-да-Кунья.

Вид на острів Тристан-да-Кунья

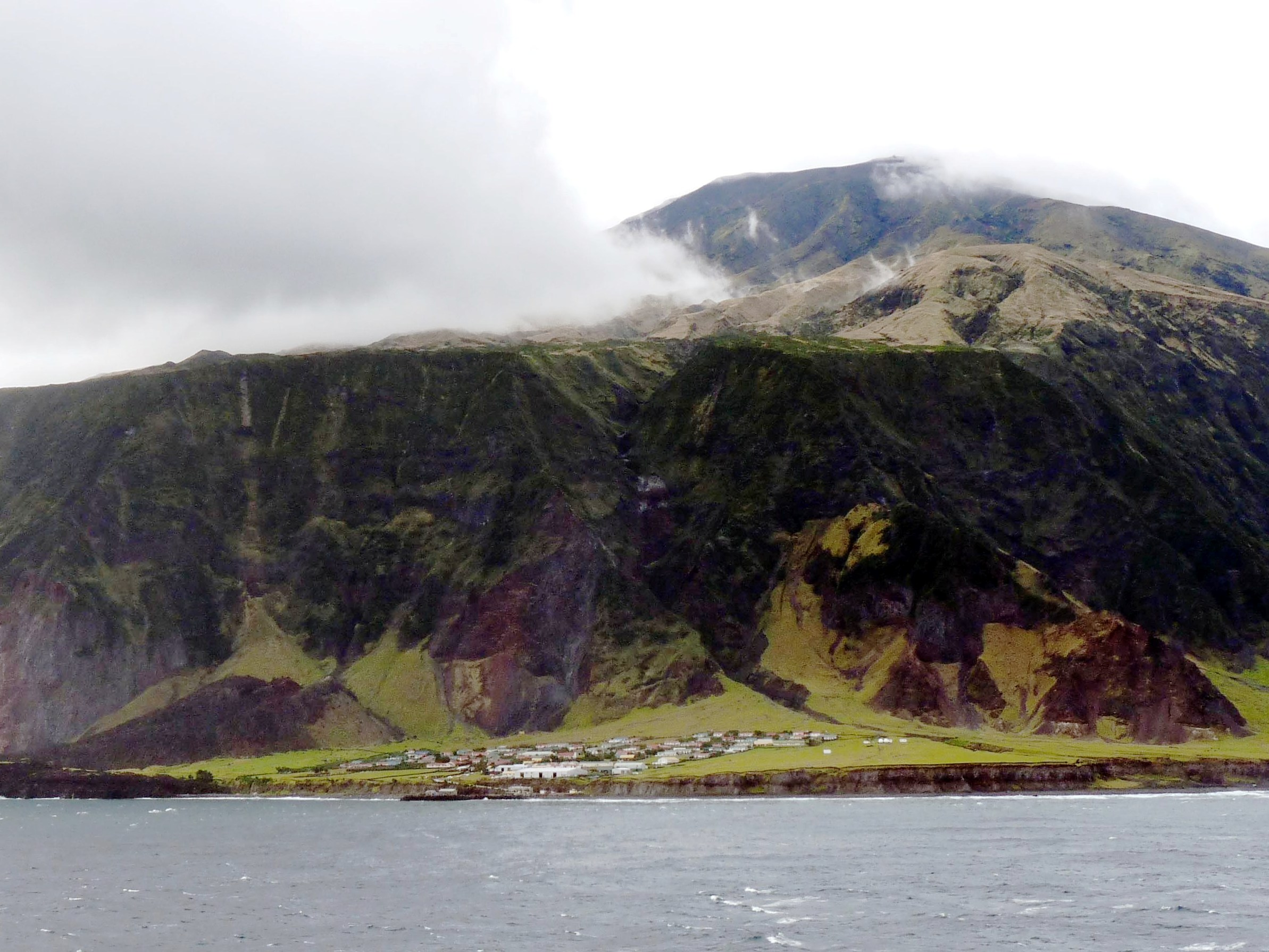
Единбург Семи Морів на узбережжі Тристан-да-Куньї

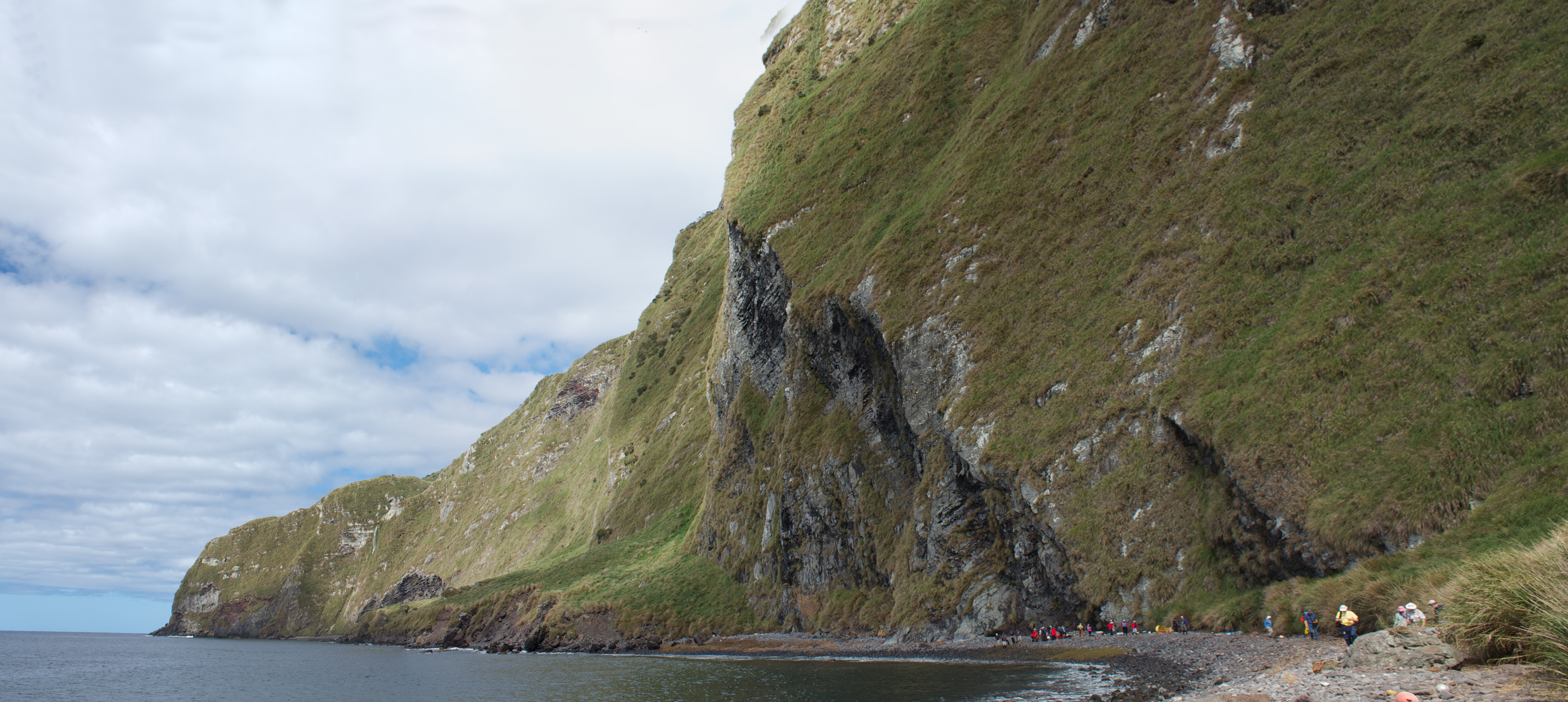
Скелястий берег острова Неприступний

## Географія
Архіпелаг Тристан-да-Кунья складається з п'яти вулканічних островів, розташованих на східному схилі Серединно-Атлантичного хребта, посередині між Африкою та Південною Америкою, за 2780 км на захід від Кейптауна та за 2333 км на південь від острова Святої Єлени. Острів Тристан-да-Кунья — наймолодший острів в архіпелазі. Його вік становить 1 мільйон років, і він все ще є вулканічно активним: востаннє виверження на ньому відбулося у 1961-1962 роках. Острів представляє собою вершину щитового вулкану і має площу 41 км². Посередині острова розташований пік Королеви Марії — вулканічний конус висотою 2062 м. На вершині вулкану розташоване кратерне озеро. Взимку воно замерзає, а схили вулкану покриваються снігом. Для узбережжя острова Тристан-да-Кунья характерні скелі заввишки до 600 м, які місцями перемежовуються пологими ділянками. Над скелями, на висоті 600-900 м над рівнем моря, розташоване плато, яке оточує основу центрального вулкану. На північно-західному узбережжі Тристан-да-Куньї розташований єдиний населений пункт на острові — Единбург Семи Морів, населення якого становить близько 300 осіб.
Також до архіпелагу Тристан-да-Кунья входять острови Найтінгейл і Неприступний. Неприступний — це еродований згаслий вулкан, Найтінгейл — невеликий діючий вулкан. Поблизу острова Найтінгейл розташовані ще два невеликі острівці — Мідл-Айленд і Столтенгофф. Всі ці острови є безлюдними.
Острів Тристан-да-Кунья часто називають найвіддаленішим населеним островом у світі. Архіпелаг був відкритий португальським адміралом Тріштаном да Куньєю у 1506 році. Протягом XVIII століття його відвідували моряки та китобої. Британці офіційно анексували острови, і на початку 1800-х років на острові було засновано невелику громаду. Населення острова майже досягло 300 осіб у 1961 році, коли виверження вулкана змусило острів'ян евакуюватися. Після періоду перебування в Англії більшість жителів острова у 1963 році вирішили повернутися на Трістан-да-Кунью. Нинішнє населення острова походить від восьми чоловіків і семи жінок, які прибули на острів в період з 1816 по 1908 рік. Жителі острова Тристан-да-Кунья розмовляють окремим діалектом англійської мови, який відображає їх походження з георгіанської Англії, але також включає кілька ранніх американізмів.
Острів Гоф розташований приблизно в 425 км на південний схід від Тристан-да-Куньї і складається з одного головного острова та кількох сусідніх острівців і скель. Більшість з них розташовані в межах 100 м від головного острова, а на найбільших з них ростуть судинні рослини та гніздяться птахи. Вулканічна за походженням група островів Гоф займає 65 км². Найвищою вершиною острова є Единбурзький пік висотою 902 м. Востаннє вулканічна активність на островах відбулася приблизно 2400 років тому. Острів Гоф складається з центрального плато з кількома гірськими вершинами. Його узбережжя характеризується скелями висотою від 300 до 450 м, перед якими розташовані вузькі кам'янисті пляжі; захищена бухта на острові відсутня. Єдиними мешканцями острова Гоф є команда метеостанції, розташованої на південному заході острова.

## Клімат
В межах екорегіону переважає помірно-прохолодний океанічний клімат (Cfb за класифікацією кліматів Кеппена). Середня температура на рівні моря становить 11,3-14,5 °C. Сезонні коливання температури незначні, хоча різкі погодні зміни є звичним явищем. На вершинах гір в період з травня по січень може випадати сніг, але він рідко випадає на рівні моря. Острови екорегіону лежать на північній межі "ревучих сорокових", поясу на південь від 40° пд. широти, для якого характерні потужні західні вітри. На острові Гоф середньорічна кількість опадів становить 3397 мм, що набагато більше, ніж на острові Тристан-да-Кунья, де вона становить в середньому 1676 мм.

## Флора
Флора островів Тристан-да-Кунья та острова Гоф є типовою для помірно-прохолодних океанічних островів Південної півкулі, для яких характерне відносно низьке видове різноманіття та велика поширеність папоротей та інших криптогамів. Острови підтримують п'ять рослинних угруповань, зонованих за висотою та рельєфом.
У прибережних районах, на які регулярно потрапляють солоні бризки, переважають купинні луки, де росте очеретоподібна спартина (Spartina arundinacea) та звичайний туссок (Poa flabellata). На Тристан-да-Куньї купинні луки переважно знищені внаслідок перевипасу худоби, однак вони збереглися на східному узбережжі та у важкодоступних районах. На висоті від 300 до 500 м над рівнем моря ростуть зарості кущоподібних папоротей мата (Histiopteris incisa) та пальмоподібних ребрівок (Lomariocycas palmiformis), а також чагарники або невисокі дерева острівних капських миртів (Phylica arborea). На висоті до 800 м над рівнем моря поширені вологі вересові пустища, де ростуть пальмоподібні ребрівки та інші папороті, чагарники червоної водянки (Empetrum rubrum), а також осоки, злаки, інші трав'янисті рослини та мохи. В западинах на висоті понад 600 м над рівнем моря поширені торфові болота, де росте мох сфагнум (Sphagnum spp), а також магелланський тетронціум (Tetroncium magellanicum) та різні види комишів (Scirpus spp.). У відкритих скелястих районах на висоті понад 600 м над рівнем моря переважають фельдмаркові та гірсько-скельні рослинні угруповання, де зустрічаються невисокі подушкоподібні рослини та види, що ростуть в тріщинах серед скель.
На невисоких островах зустрічається менше типів рослинності. Зокрема, на острові Неприступний поширені купинні луки, папоротеві зарості та торфові болота, а острів Найтінгейл переважно вкритий густими купинами.
В межах екорегіону зустрічається понад 60 ендемічних таксонів рослин. На острові Гоф зустрічається лише чотири види екзотичних рослин, на Тристан-да-Куньї вони більш поширені.

## Фауна
Острови екорегіону є важливим місцем гніздування морських птахів. На острові Гоф розташовані колонії близько 20 видів морських птахів, і багато з них також гніздяться на Тристан-да-Куньї. Гніздовим ендеміком регіону є тристанський альбатрос (Diomedea dabbenena), який перебуває на межі зникнення. Іншими гніздовими ендеміками островів екорегіону є смугастодзьобі альбатроси (Thalassarche chlororhynchos), тристанські буревісники (Procellaria conspicillata), великі буревісники (Ardenna gravis) та атлантичні тайфунники (Pterodroma incerta). Острови Тристан-да-Кунья та Гоф є основними місцями гніздування тристанських буревісників-крихіток (Puffinus elegans) та гофських пінгвінів (Eudyptes moseleyi), а також тут гніздиться значна частина світової популяції бурих альбатросів (Phoebetria fusca). Серед інших морських птахів, що гніздяться на островах регіону, слід відзначити гігантських буревісників (Macronectes giganteus).
Ендеміками екорегіону є чотири види горобцеподібних птахів з родини саякових, предки яких походять з Південної Америки. На острові Неприступний мешкають малі тристанки (Nesospiza acunhae), на острові Найтінгейл — жовті тристанки (Nesospiza questi) та великі тристанки (Nesospiza wilkinsi), а на острові Гоф — гузькі вівсянки (Rowettia goughensis). Крім того, ендеміками острова Неприступний є тристанські пастушки (Laterallus rogersi), найменші нелітаючі птахи світу. Короткокрилі курочки (Gallinula comeri) раніше були ендеміками острова Гоф, однак у 1956 році вони були інтродуковані на Тристан-да-Кунью, де раніше зустрічалися тристанські курочки (Gallinula nesiotis). Останні вимерли наприкінці XIX століття внаслідок полювання, хижацтва з боку інвазивних ссавців та знищення природного середовища. Ендеміками островів Тристан-да-Кунья також є тристанські дрозди (Turdus eremita).
На островах Тристан-да-Кунья та на острові Гоф розмножуються два види морських ссавців — субантарктичні морські котики (Arctocephalus tropicalis) та південні морські слони (Mirounga leonina). У навколишніх водах Атлантичного океану також можна побачити південних китів (Eubalaena australis) та темних дельфінів (Lagenorhynchus obscurus).
На островах регіону відсутні плазуни, амфібії, прісноводні риби та місцеві наземні ссавці, а наземні безхребетні недостатньо досліджені. Значну частину економіки Тристан-да-Куньї становить вилов раків, тристанських лангустів (Jasus tristani) та восьминогів.

## Збереження
Острів Тристан-да-Кунья, єдиний населений острів регіону, зазнав найбільшого руйнування навколишнього середовища. Тиск на природу острова був спричинений сільським господарством, надмірним випасом овець, вирубкою дерев, пожежами та інтродукцією екзотичних видів. Експлуатація природних ресурсів на Тристан-да-Куньї була критично важливою для виживання людини до середини XX століття, і деякі місцеві види були майже або повністю винищені. З тих пір невелика громада острова вжила деяких заходів на місцевому рівні, щоб змінити цю тенденцію. У 1950 році Рада острова прийняла першу постанову щодо збереження навколишнього середовища про захист, а у 1994 році острів Недоступний був оголошений природним заповідником. Цей острів має всесвітнє значення завдяки своїм ендемічним наземним видам, зокрема нелітаючим тристанським пастушкам, а також є місцем розмноження багатьох видів морських птахів. Острів'яни зберігають за собою право збирати плавник і гуано на острові Неприступний.
Острів Гоф використовувався мисливцями на морського звіра наприкінці XVIII та на початку XIX століть. Вони полювали на морських птахів та на їхні яйця, ловили рибу, збирали дикі рослини та вирощували картоплю. У 1830-1870 роках у водах острова Гоф відбувався китобійний промисел, хоча сам острів залишався незаселеним. З 1811 року острів періодично відвідували натуралісти, а метеорологи постійно присутні на ньому з 1956 року. Метеорологічна станція з пов’язаними з нею об’єктами та майданчиком для посадки вертольотів є єдиною штучною спорудою на острові. Наземні птахи на острові Гоф охороняються відповідно до постанови щодо захисту дикої природи, ухваленої на Тристан-да-Куньї у 1950 році. Постановою 1976 року уряд Тристан-да-Куньї оголосив острів Гоф та його води природним заповідником. У 1995 році острів Гоф та його територіальні води до трьох морських миль були внесені до списку Світової спадщини ЮНЕСКО. Таким чином острів Гоф став третім природним об'єктом Великої Британії, включеним до цього списку. Підставою для включення був той факт, що Гоф є найбільшою, слабо зміненою людьми екосистемою помірно-прохолодного острова в Південній Атлантиці, яка вирізняється величезною популяцією морських котиків і пінгвінів, ендемічних наземних птахів, рослин і безхребетних, а також має велике значення для гніздування морських птахів.